# Eugène Lefaucheux
Pour les articles homonymes, voir Lefaucheux.
Eugène Gabriel Lefaucheux (né à Paris le 14 septembre 1832, mort à Cannes le 24 mars 1892), fils de Casimir Lefaucheux, est un armurier français.

## Biographie
Eugène est né au 10 rue Jean-Jacques-Rousseau à Paris le 14 septembre 1832.
Son enfance (1836-1845) se fait à Pont-de-Gènes, petit village de la Sarthe, où son père Casimir s'est retiré après avoir vendu son affaire à M. Jubé de la Perelle, avant de revenir à Paris pour racheter l'affaire au même M. Jubé.
Eugène est présent avec son père à l'exposition de Londres en 1851.
À Londres, il fait la connaissance de Samuel Colt, personnage qui deviendra par la suite un grand ami professionnel et qui influencera fortement sa carrière.
Il dépose son premier brevet le 15 avril 1854 (brevet 019380) qui donnera naissance à son fameux revolver à broche « modèle 54 ».
La « gloire et la reconnaissance » arrivent avec la signature et la vente partielle de son brevet du 15 avril 1854 à la Marine française le 8 mai 1858.
Après la vente partielle de son brevet à la Marine, Eugène Lefaucheux garde le droit de fabriquer et de commercialiser son revolver 1854 et il en profite pleinement.
Plus de 116 000 exemplaires de ce revolver seront produits dans ses ateliers et vendus à de nombreux pays d'Europe et aux Amériques, dont : de nombreux officiers à titre privé, la Sardaigne, l'Italie, la Norvège, la Suède, la Grèce, la Roumanie, la Turquie, et l'Amérique du Nord. 
En 1856, Eugène commencera la production de son fameux revolver de poche 7 mm à « feu continu » qui sera, lui aussi, une grande réussite commerciale. 
En 1862, Eugène a 30 ans, il dirige une affaire florissante, mais n’est pas encore marié.
Il demande la main de Marie-Louise Elisabeth Bigot, fille de son associé, Gabriel Victor Bigot, mort quelques mois avant.
Ensemble, ils auront 4 enfants dont seuls André et Marguerite survivront.
Le 23 mars 1868, la Marine demande la fourniture de 4 000 pistolets-revolvers avec système à broche, mais le marché ne sera pas conclu puisque l’armée abandonne la cartouche à broche pour la percussion centrale. Après de multiples modifications, naîtra le légendaire « revolver modèle 1870 ».
Le contrat pour la fourniture de 4 000 revolvers « modèle 1870 » à percussion centrale est signé à Paris avec le Ministère de la Marine, le 10 février 1870, moyennant un prix de 40 fr par revolver.
Ce contrat ne sera reconduit, honoré et exécuté qu’en 1872, après la guerre et la Commune.
À partir de 1869, notre inventeur abandonne définitivement le revolver pour ne s’intéresser qu’au fusil de fabrication industrielle.
Le « 70 » sera son dernier modèle d’arme de poing. 
L’usine de Liège est mise en vente sous la responsabilité de Gustave Bronne. La signature de vente à Monsieur Dacier a lieu le 9 octobre 1873, néanmoins Eugène Lefaucheux garde son droit de poinçonnage.
En 1874, Eugène débute sa décentralisation en achetant « l’ancienne usine de Trémerolles » à Bruyères-le-Châtel, tout près de son château. 
Le magasin parisien du 194 rue Lafayette est transféré au 32 rue Notre-Dame-des-Victoires (bâtiment appartenant à Jules Gévelot : signature du bail le 15 juin 1875).
Le moulin sur la rivière La Renarde occupé par une filature au début du XIXe siècle, se transforme en ateliers, où seront fabriqués les 4 400 tubes à tir de calibre 37 mm pour canons Hotchkiss, pour le compte de la Marine en 1878, puis 1 000 autres en 1880. L’usine emploiera jusqu'à 150 ouvriers.
Eugène s’occupe de l’aménagement de son domaine et de l’exploitation de la ferme qui remplaceront progressivement l’activité industrielle. 
Le 15 novembre 1881, Eugène Lefaucheux cède à la société Chevalier et Dru son installation parisienne, soit le fonds de commerce, le nom de la Maison E.Lefaucheux (pour éviter la confusion avec celle de son beau-frère Laffiteau), les marchandises entreposées rue Notre-Dame-des-Victoires ainsi que l’exploitation de son brevet 131.616 avec ses additifs.
Dans l’acte de vente, il est spécifié l’interdiction à Eugène de fabriquer ou faire commerce d’armes.
L’usine cessera toute activité vers 1887.
Eugène finit par acheter une maison le 25 mars 1891 à Cannes, la villa Sainte-Marguerite, située dans le quartier de La Bocca.
Il n’aura pas le temps de pleinement profiter du soleil ni des bienfaits du Sud, car il y meurt le 24 mars 1892 terrassé par une congestion cérébrale devant une lettre restée inachevée… 
Comme son père, il repose dans le caveau familial au cimetière de Montmartre à Paris.

### Sources
- Site des armes Lefaucheux
- Guillaume van Mastrigt, Eugène Lefaucheux ou l'apothéose de la saga familiale, Éditions Crépin-Leblond, octobre 2013.
- Guillaume van Mastrigt, La production des modèles d'Eugène Lefaucheux, Éditions Crépin-Leblond, mars 2016.

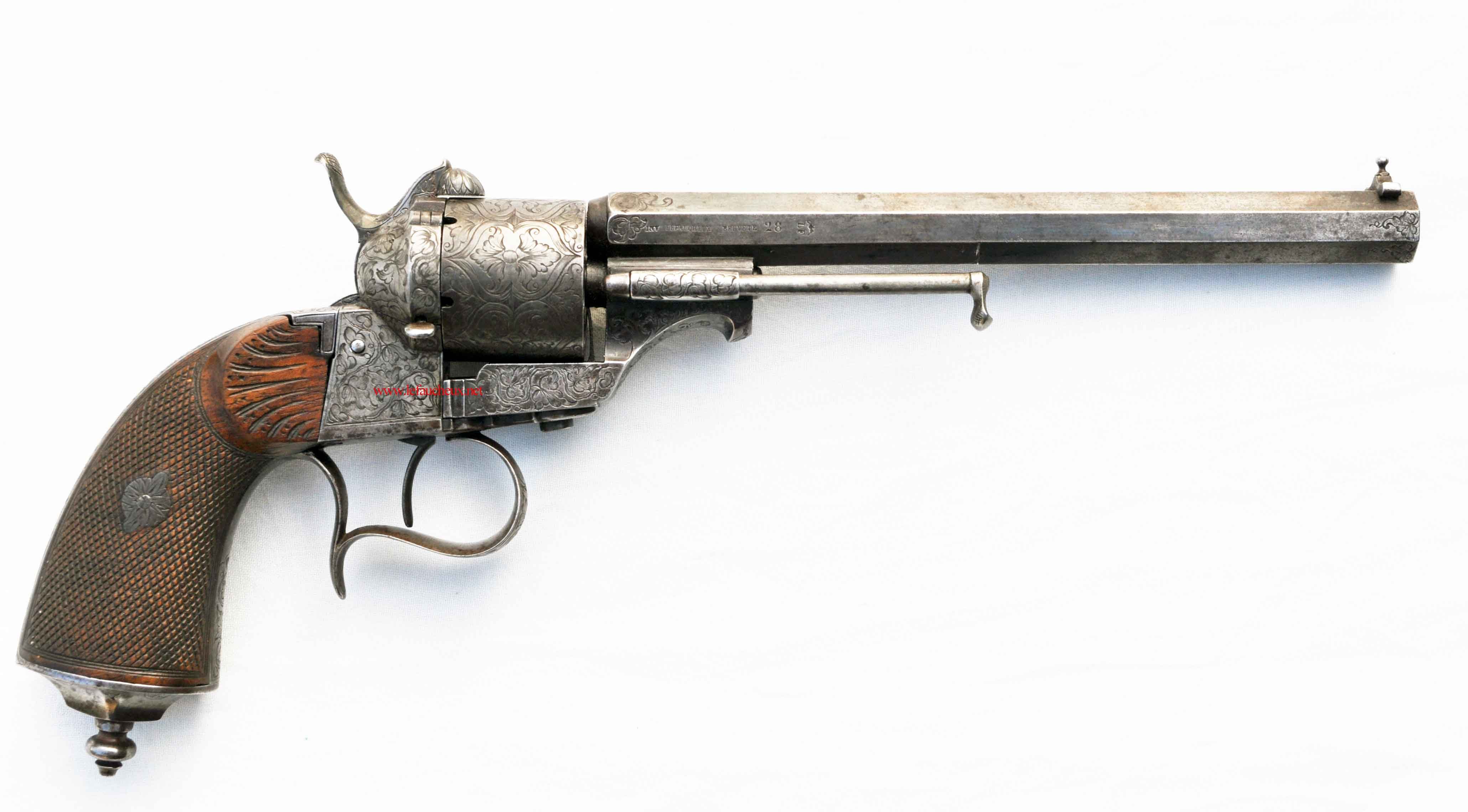
[http://s144812367.onlinehome.fr/122-2

- Archives privées d'Eugène Lefaucheux.